# Extra steh po porodu
Extra steh po porodu (anglicky husband stitch, husband's stitch, daddy stitch, husband's knot, vaginal tuck) je chirurgický zákrok, při kterém se použije k opravě hráze ženy jeden nebo více stehů než je nutné (po roztržení nebo záměrnému nastřihnutí hráze během porodu). Údajným účelem je zúžit vstupní otvor pochvy, a tím po porodu takzvaně zachovat sexuální spokojenost partnera. Pro ženy je však tento zákrok nevhodný, jelikož tím nastávají komplikace, především bolesti při penetraci.
Podle českých lékařů není husband stitch v Česku prováděn.[zdroj?] Podle některých českých rodiček je tento „extra steh pro manžela“ prováděný jako součást porodnického násilí. Materiály, které se k ošetřování poporodních poranění používají, jsou vstřebatelné, takže ani není technicky možné, aby s jejich použitím došlo k trvalém zúžení poševního vchodu. Modelaci pochvy a poševního vchodu může provést, na žádost pacientky, plastická chirurgie.

## Pohled medicíny
Použití tohoto termínu lze v lékařské literatuře vysledovat k dílu Transactions of the Texas State Medical Association z roku 1885. Termín je také zmíněn v Co ženy chtějí vědět (1958). Modelace pochvy existuje od poloviny 50. let 20. století (perineoplastika), ale je nutné odlišit[ujasnit] zákroky s lékařským opodstatněním a kosmetické operace mající hlavní účel ve zlepšení vnějšího vzhledu nebo zúžení pochvy po porodu.
Mimo neoficiální důkazy existuje jen málo[které?] studií, které by určily, zda k tomuto postupu dochází často a kolik žen jej zažilo. Mnoho lékařů tvrdí, že se jedná o městskou legendu a zprávy o tomto jevu jsou nepravdivé. Někteří naznačují, že jde pouze o žertování mužů poté, co jejich partnerky porodí. Existují však zprávy[kde?] o ženách, které tvrdí, že podstoupily tento postup bez svého souhlasu.

## Svědectví o existenci praxe
Francouzská spisovatelka Agnès Ledigová v roce 2014 uvedla, že se stala obětí této praxe. Předsedkyně sdružení Collectif associatif autour de la naissance (Ciane) Chantal Ducroux-Schouweyová v roce 2014 uvedla, že existence extra stehu byla ženám ve Francii znám nejméně po dvě generace. Francine Dauphinová, porodní asistentka a členka Groupe Naissances, uvádí, že za čtyřicet let své praxe se setkala s řadou porodnických internistů, kteří praktikovali extra steh po porodu. Porodní asistentka Claude Vouillotová v roce 2016 uvedla, že manželův steh se naučila před třiceti lety.
Porodní asistentka Caroline Reinicheová řekla deníku L'Obs, že v roce 2008 pozorovala na klinice gynekoložku, která zašívala pacientce poševní vchod těsněji než bylo nutné. Lékařka komentovala prováděný výkon slovy: „Její manžel mi poděkuje, dala jsem mu zase vagínu mladé dívky.“ Francouzská novinářka Bettina Zourli shromáždila svědectví francouzských žen, které potvrdily, že jim byl extra steh provedený. Ve stejném roce francouzská ilustrátorka  Alison Dos Santosová sdělila, že její chirurg při zašívání řekl: „Uděláme to dobře pro pána.“ Také potvrdila, že jí byl provedený extra steh. Santosová o praxi těsně po porodu nevěděla, zjistila, že se stala její obětí až při jeho popisu ve francouzském televizním pořadu.
Brazilské výzkumnice Simone Diginzová a Alexandra Chachamová vedly rozhovory s brazilskými porodníky a gynekology. Porodnicí jim potvrdili existenci procedury pojmenované v portugalštině jako ponto do marido. Do češtiny lze přeložit pojmenování jako „steh pro manžela“. Metoda spočívá v chirurgickém zúžení vaginálního vchodu po porodu. Bralizští zdravotníci ve studii sdělili: „máme kolegy, kteří mrzačí ženy. Některým epiziotomiím říkáme „boční pravá hemi-bum-ektomie“, protože obrovské stehy, které jdou do pacientčiny vagíny, vypadají, jako by měla tři zadky. Nemluvě o těch epiziotomiích, které způsobují, že vulva a vagína jsou křivé, čemuž říkáme „vulvální mrtvice“, víte, jak se to stává, když někdo prodělá mrtvici a jeho ústa a obličej se stanou asymetrickými?“ Belgičtí lékaři Julie Dobbeleirová, Koenraad Van Landuyt a Stan Monstrey studovali praxi extra stehu po porodu a našli důkazy, že v Belgii existovala přinejmenším od 50. let 20. století. I v Kambodži byla tato praxe spojena s vysokou frekvencí epiziotomií, kterou prováděli lékaři. Zdravotníci věřili, že díky ní je pochva pacientky pevnější a lepší.